# All Dat
All Dat è un singolo dei rapper statunitensi Moneybagg Yo e Megan Thee Stallion, pubblicato il 10 ottobre 2019 come primo estratto dal terzo album in studio di Moneybagg Yo Time Served.

## Video musicale
Il videoclip ufficiale della canzone è stato pubblicato in concomitanza con l'uscita del singolo.

## Tracce
Testi e musiche di Jamichael Bendon, Megan Pete, Demario White Jr.
1. All Dat – 2:23

## Classifiche
| Classifica (2019) | Posizione massima |
| ----------------- | ----------------- |
| Stati Uniti       | 70                |